# Radar

Hệ thống radar mảng pha điện tử chủ động (AESA) tiên tiến trang bị cho máy bay chiến đấu phản lực

Radar (phiên âm tiếng Việt: ra-đa) là thuật ngữ viết tắt của cụm từ tiếng Anh radio detection and ranging (dò tìm và định vị bằng sóng vô tuyến). Đây là một hệ thống dò tìm sử dụng sóng vô tuyến để xác định khoảng cách (phạm vi), góc phương vị hoặc vận tốc của 1 hoặc nhiều đối tượng, có thể được sử dụng để phát hiện khí cụ bay, tàu thủy, thiết bị vũ trụ, tên lửa tự hành, phương tiện cơ giới, hình thái thời tiết và địa hình. Được sử dụng phổ biển trong hàng hải, hàng không và quân sự.

## Lịch sử
Những thử nghiệm phát hiện vật thể với sóng radio đầu tiên được thực hiện vào năm 1904 bởi nhà phát minh người Đức Christian Hülsmeyer. Ông đã chứng minh khả năng phát hiện một con tàu trong điều kiện sương mù dày đặc nhưng không thể xác định khoảng cách so với máy phát. 
Ông được cấp bằng sáng chế cho phát minh này vào tháng 4/1904 và sáng chế sau đó đã được Hülsmeyer cải tiến với khả năng ước lượng khoảng cách đến con tàu. Năm 1917, nhà phát minh Nikola Tesla đã đưa ra ý tưởng về những thiết bị giống radar. 
Theo đó: "bằng việc sử dụng sóng điện từ, có thể tạo ra một hiệu ứng điện trong mọi khu vực riêng biệt trên địa cầu và có thể xác định vị trí lân cận hoặc hướng chuyển động, tốc độ chuyển động của vật thể chẳng hạn như tàu thuyền ngoài biển…".
Trong suốt những năm 1920 đến 1930, Mỹ, Đức, Pháp, Liên Xô và đặc biệt là Anh đã tập trung nghiên cứu về radar và công nghệ này được xem là một bí mật quân sự. Tuy nhiên, mặc dù đã bỏ ra rất nhiều thời gian nghiên cứu nhưng những hệ thống radar tốt nhất lúc bấy giờ chỉ có thể cung cấp thông tin về phương hướng của những vật thể lớn xuất hiện trong một khoảng cách gần. Những thông số về khoảng cách và độ cao so với mặt biển vẫn chưa thể tính toán được.
Robert Watson Watt - một nhà cố vấn khoa học trong lĩnh vực truyền thông đã được mời đến Ban chiến tranh của Anh (BWC) để đánh giá về một chùm tia chết (death ray - trên lý thuyết là một chùm hạt hay một loại vũ khí điện từ). Tại đây ông đã phát minh ra một thiết bị radar hoàn chỉnh, sử dụng trong quân sự và ngày 26/2/1935, phát minh này của ông được cấp bằng sáng chế.
Ngay sau khi ra đời, radar đã phát huy tác dụng chiến lược của nó trong trận không chiến tại Anh diễn ra năm 1940. Mặc dù chỉ có cự ly hoạt động trong 10 dặm (16 km) nhưng hệ thống đã có độ phân giải đủ lớn để có thể phát hiện một máy bay ném bom hay tiêm kích đang đến gần. 
Quan trọng hơn, hệ thống đã được sử dụng để chỉ dẫn cho các máy bay tiêm kích của Anh chống lại không quân Đức ngay từ mặt đất trong khi máy bay Đức phải "đi săn" mục tiêu trên không.
Bước đột phá thật sự chỉ xuất hiện khi một hệ thống radar nhận dạng hiện đại được tạo ra nhờ phát minh của sóng cực ngắn (vi ba) sử dụng trong nhà hay chính xác là từ thiết bị tạo ra sóng vi ba - magnetron. Magnetron được phát minh bởi John Randall và Harry Boot vào năm 1940 tại đại học Birmingham, tuy vậy, cự ly của radar vẫn chưa lớn, chỉ hơn 80 km.

## Nguyên lý
Radar hoạt động ở tần số vô tuyến siêu cao tần, có bước sóng siêu cực ngắn, dưới dạng xung được phát theo một tần số lập xung nhất định. Nhờ vào ănten, sóng radar tập trung thành một luồng hẹp phát vào trong không gian. Trong quá trình lan truyền, sóng radar gặp bất kỳ mục tiêu nào thì nó bị phản xạ trở lại. Tín hiệu phản xạ trở lại được chuyển sang tín hiệu điện. Nhờ biết được vận tốc sóng, thời gian sóng phản xạ trở lại nên có thể biết được khoảng cách từ máy phát đến mục tiêu.
Sóng radio có thể dễ dàng tạo ra với cường độ thích hợp, có thể phát hiện một lượng sóng cực nhỏ và sau đó khuếch đại vài lần. Vì thế radar thích hợp để định vị vật ở khoảng cách xa mà các sự phản xạ khác như của âm thanh hay của ánh sáng là quá yếu không đủ để định vị.
Tuy nhiên, sóng radio không truyền xa được trong môi trường nước, do đó, dưới mặt biển, người ta không dùng được radar để định vị mà thay vào đó là máy sonar dùng siêu âm.

## Sự phản xạ

Phản xạ radar

Màn hình hiển thị

Đặc trưng vật lý cho khả năng mà một vật phản xạ hay tán xạ sóng radio là diện tích phản xạ hiệu dụng.
Sóng điện từ phản xạ (tán xạ) từ các bề mặt nơi có sự thay đổi lớn về hằng số điện môi hay hằng số nghịch từ. Có nghĩa là một chất rắn trong không khí hay chân không, hoặc một sự thay đổi nhất định trong mật độ nguyên tử của vật thể với môi trường ngoài, sẽ phản xạ sóng radar. Điều đó đặc biệt đúng với các vật liệu dẫn điện như kim loại hay sợi cacbon, làm cho radar đặc biệt thích hợp để định vị các máy bay hay tàu thuyền. Các vật liệu hấp thụ radar, gồm có các chất có điện trở và có từ tính, dùng trong các thiết bị quân sự để giảm sự phản xạ radar, giúp cho chúng khó bị phát hiện hơn trên màn radar. Phương pháp trong kỹ thuật sóng vô tuyến này tương đương với việc sơn vật thể bằng các màu tối trong sóng ánh sáng.
Sóng radar tán xạ theo nhiều cách phụ thuộc vào tỷ lệ giữa kích thước của vật thể tán xạ với bước sóng của sóng radio và hình dạng của vật. Nếu bước sóng ngắn hơn nhiều so với kích thước vật, tia sóng sẽ dội lại tương tự như tia sáng phản chiếu trên gương. Nếu như bước sóng lớn hơn so với kích thước vật, vật thể sẽ bị phân cực, giống như một ăngten phân cực. Điều này được miêu tả trong hiện tượng tán xạ Rayleigh (một hiệu ứng làm bầu trời có màu xanh lam). Khi 2 tia có cùng cường độ thì có hiện tượng cộng hưởng. Bước sóng radar càng ngắn thì độ phân giải hình ảnh trên màn radar càng rõ. Tuy nhiên các sóng radar ngắn cần nguồn năng lượng cao và định hướng, ngoài ra chúng dễ bị hấp thụ bởi vật thể nhỏ (như mưa và sương mù....), không dễ dàng đi xa như sóng có bước sóng dài. Các radar thế hệ đầu tiên dùng sóng có bước sóng lớn hơn mục tiêu và nhận được tia phản hồi có độ phân giải thấp đến mức không nhận diện được, trái lại các hệ thống hiện đại sử dụng sóng ngắn hơn (vài xentimét hay ngắn hơn) có thể họa lại hình ảnh một vật nhỏ như bát cơm hay nhỏ hơn.
Sóng radio phản xạ từ bề mặt cong hay có góc cạnh, tương tự như tia sáng phản chiếu từ gương cầu. Ví dụ, đối với tia sóng radio ngắn, hai bề mặt tạo nhau một góc 90° sẽ có khả năng phản chiếu mạnh. Cấu trúc bao gồm 3 mặt phẳng gặp nhau tại 1 góc, như là góc của hình hộp vuông, luôn phản chiếu tia tới trực tiếp trở lại nguồn. Thiết kế này áp dụng cho vật phản chiếu góc dùng làm vật phản chiếu với mục đích làm các vật khó tìm trở nên dễ dàng định dạng, thường tìm thấy trên tàu để tăng sự dò tìm trong tình huống cứu nạn và giảm va chạm. Cùng một lý do đó, để tránh việc bị phát hiện, người ta có thể làm cho các bề mặt có độ cong thích hợp để giảm các góc trong và tránh bề mặt và góc vuông góc với hướng định vị. Các thiết kế kiểu này thường dẫn đến hình dạng kỳ lạ của các máy bay tàng hình. Các thận trọng như thế không hoàn toàn loại bỏ sự phản xạ gây ra bởi sự nhiễu xạ, đặc biệt với các bước sóng dài. Để giảm hơn nữa tín hiệu phản xạ, các máy bay tàng hình có thể tung ra thêm các mảnh kim loại dẫn điện có chiều dài bằng nửa bước sóng, gọi là các miếng nhiễu xạ, có tính phản xạ cao nhưng không trực tiếp phản hồi năng lượng trở lại nguồn.

## Phân cực
Sự phân cực thể hiện hướng dao động của sóng; với sóng điện từ, mặt phẳng phân cực là mặt phẳng chứa vector dao động từ trường. Radar sử dụng sóng radio được phân cực ngang, phân cực dọc, và phân cực tròn tùy theo từng ứng dụng cụ thể để định vị tốt hơn các loại phản xạ. Ví dụ, phân cực tròn dùng để làm giảm thiểu độ nhiễu xạ tạo bởi mưa. Sóng phản xạ bị phân cực phẳng thường cho biết sóng được dội lại từ bề mặt kim loại, và giúp radar tìm kiếm vượt trở ngại mưa. Các sóng radar có tính phân cực ngẫu nhiên thường là cho biết bề mặt phản xạ như đất đá, và được sử dụng bằng radar cho tàu bè.

## Hiện tượng nhiễu sóng
Hệ thống radar phải vượt qua một số nguồn sóng khác để tập trung trên mục tiêu thật sự. Các sóng làm nhiễu bắt nguồn từ các nguồn bên trong và bên ngoài, gồm chủ động và bị động. Khả năng vượt qua các sóng không mong đợi được định nghĩa là tỉ số tín hiệu trên nhiễu (signal-to-noise ratio hay SNR). Trong cùng một môi trường nhiễu, tỉ số SNR càng lớn, thì hệ thống radar càng dễ định vị vật.

## Nhiễu
Sóng nhiễu luôn được phát ra kèm theo tín hiệu từ nội nguồn của sóng, thường gây ra bởi thiết kế điện tử không thực sự đồng bộ sử dụng các linh kiện điện tử chưa tối ưu. Nhiễu chủ yếu xuất hiện như là sóng dội nhận được từ đầu thu vào thời điểm thật sự không có sóng radar nào được nhận. Vì thế, hầu hết các nhiễu đều xuất hiện ở đầu thu và các nỗ lực để giảm thiểu yếu tố này tập trung trong thiết kế đầu thu. Để lượng hóa độ nhiễu, người ta đưa ra chỉ số nhiễu, là tỷ số giữa cường độ sóng nhiễu thu được trên đầu nhận so với một đầu nhận lý tưởng. Chỉ số này cần được giảm thiểu.

## Băng tần
| Tên băng tần | Dải tần số     | Dải bước sóng  | Ghi chú |
| ------------ | -------------- | -------------- | --- |
| HF           | 3 – 30 MHz     | 10 – 100 m     | 'HF' là viết tắt của "high frequency", tầm hoạt động xa. Được sử dụng cho các hệ thống radar ven biển, radar vượt đường chân trời (OTH) |
| VHF          | 30 – 300 MHz   | 1 – 10 m       | 'VHF' là viết tắt của "very high frequency", tầm hoạt động rất xa và có thể truyền qua mặt đất. Các hệ thống radar thời kỳ đầu thường sử dụng VHF vì các thiết bị điện tử phù hợp đã được phát triển cho đài phát thanh truyền hình. Ngày nay loại băng tần này bị tắc nghẽn trầm trọng và không phù hợp với các radar hiện đại do dễ bị nhiễu sóng |
| P            | < 300 MHz      | > 1 m          | 'P' là viết tắt của "previous", được áp dụng hồi tố cho các hệ thống radar thời kỳ đầu. Đây thực chất là HF + VHF tạo thành, thường được sử dụng để viễn thám nhờ khả năng truyền qua thực vật tốt |
| UHF          | 300 – 1000 MHz | 0,3 – 1 m      | 'UHF' là viết tắt của "ultra high frequency", tầm hoạt động cực xa (có khả năng cảnh báo sớm tên lửa đạn đạo) và có thể truyền qua mặt đất hay tán lá. Được sử dụng một cách hiệu quả ở mức năng lượng rất cao, đồng thời cũng làm giảm ảnh hưởng của các sự cố mất điện hạt nhân, khiến cho chúng trở nên hữu ích trong vai trò phát hiện tên lửa |
| L            | 1 – 2 GHz      | 15 – 30 cm     | 'L' là viết tắt của "long", có khả năng giám sát và kiểm soát không lưu tầm xa. Được sử dụng rộng rãi cho các radar cảnh báo sớm tầm xa vì chúng kết hợp giữa chất lượng thu sóng tốt với khả năng cung cấp độ phân giải hợp lý |
| S            | 2 – 4 GHz      | 7,5 – 15 cm    | 'S' là viết tắt của "sentimetric" (tên mã của nó trong Thế chiến 2), có khả năng giám sát tầm trung, kiểm soát không lưu và theo dõi thời tiết tầm xa. Hiệu quả thấp hơn băng tần L nhưng cung cấp độ phân giải cao hơn, khiến cho nó đặc biệt thích hợp với các nhiệm vụ đánh chặn tầm xa có điều khiển trên mặt đất và radar hàng hải |
| C            | 4 – 8 GHz      | 3,75 – 7,5 cm  | 'C' là viết tắt của "compromise", có khả năng giám sát và theo dõi thời tiết tầm xa. Được sử dụng cho các bộ phát đáp vệ tinh |
| X            | 8 – 12 GHz     | 2,5 – 3,75 cm  | 'X' là tên gọi được đặt do nó là một bí mật quân sự trong Thế chiến 2, có khả năng theo dõi thời tiết, lập bản đồ với độ phân giải trung bình và giám sát mặt đất. Được sử dụng cho các tên lửa có điều khiển và radar hàng hải. Ở Hoa Kỳ, dải tần số 10,525 GHz ± 25 MHz được sử dụng cho các radar sân bay và theo dõi tầm ngắn. Sự nhiễu xạ của hạt mưa khi mưa lớn dẫn đến giới hạn tầm hoạt động của băng tần X trong vai trò phát hiện, khiến cho nó chỉ thích hợp với các hoạt động tầm ngắn hoặc dùng để phát hiện mưa |
| Ku           | 12 – 18 GHz    | 1,67 – 2,5 cm  | 'Ku' là viết tắt của "k-under" (tiếng Đức: kurz-unter) do nó nằm dưới băng tần K. Độ phân giải cao hơn băng tần C nên nó cũng được sử dụng cho các bộ phát đáp vệ tinh |
| K            | 18 – 24 GHz    | 1,11 – 1,67 cm | 'K' là viết tắt của từ tiếng Đức "kurz" (có nghĩa là "ngắn"). Hạn chế sử dụng do dễ bị hơi nước hấp thụ ở tần số 22 GHz, vì vậy hai băng tần Ku và Ka được lựa chọn cho mục đích giám sát thay thế. Được sử dụng để phát hiện những đám mây bởi các nhà khí tượng học và phát hiện những người lái xe chạy quá tốc độ bởi cảnh sát (dùng súng radar băng tần K hoạt động ở tần số 24,150 ± 0,100 GHz) |
| Ka           | 24 – 40 GHz    | 0,75 – 1,11 cm | 'Ka' là viết tắt của "k-above" (tiếng Đức: kurz-oben) do nó nằm trên băng tần K. Được sử dụng để lập bản đồ, giám sát sân bay tầm ngắn, radar bám mục tiêu tầm ngắn độ phân giải cao và kích hoạt camera chụp ảnh biển số các xe ô tô đang vượt đèn đỏ (hoạt động ở tần số 34,300 ± 0,100 GHz) |
| V            | 40 – 75 GHz    | 4,0 – 7,5 mm   | Được hấp thụ rất mạnh bởi oxy trong khí quyển, cộng hưởng ở tần số 60 GHz |
| W            | 75 – 110 GHz   | 2,7 – 4,0 mm   | Được sử dụng làm cảm biến hình ảnh cho các phương tiện tự hành thử nghiệm, radar điều khiển hành trình tự động, radar bắt bám mục tiêu quân sự, quan sát khí tượng với độ phân giải cao và radar ảnh sóng mm |
| mm           | 40 – 300 GHz   | 1,0 – 7,5 mm   | Còn được gọi là 'EHF' (viết tắt của "extremely high frequency"). Oxy trong không khí là một chất gây suy hao cực kỳ hiệu quả trong khoảng tần số 60 GHz cũng như các phân tử khác ở các tần số khác, dẫn đến cái gọi là cửa sổ lan truyền ở tần số 94 GHz. Ngay cả trong cửa sổ này nó vẫn có thể bị suy hao do mưa ở tần số 22,2 GHz. Điều đó làm cho băng tần mm thường chỉ hữu ích với các radar tầm ngắn đặc hiệu cao (như hệ thống tránh đường dây điện trên không của máy bay trực thăng) hoặc sử dụng trong không gian nơi mà sự suy hao không phải là vấn đề. Nhiều mẫu tự đã được gán cho loại băng tần này bởi các nhóm khác nhau. Tất cả đều từ Baytron, một công ty sản xuất thiết bị thử nghiệm hiện đã không còn tồn tại |